# Revenge for Jolly!
La venganza de Jolly es una película estadounidense del año 2012 perteneciente al género de comedia dramática dirigida por Chadd Harbold y escrita por Brian Petsos. Se estrenó en el Festival de cine de Tribeca del 2012 con Petsos como protagonista interpretando a un hombre que venga la muerte de su querido perro. Oscar Isaac, Elijah Wood, Adam Brody, Ryan Phillippe y Kristen Wiig coprotagonista. En América del Norte, la película fue distribuida por Sony Pictures. Highland Film Group se encarga de las ventas internacionales.
La venganza de Jolly llegó al Reino Unido en versión DVD y Blu-ray por parte de Anchor Bay Entertainment el 14 de abril de 2014.

## Argumento
La película vuelve 36 horas antes, después de que un hombre se detiene en una casa y se enfrenta a otro hombre en la puerta principal. El centro de la historia gira sobre Harry (Brian Petsos), un profesional independiente que pasa mucho tiempo con su amada cachorro hembra, Jolly. Por haberse negado a hacer un favor a un grupo de personas con mucho dinero, planea salir de la ciudad para evitar la deuda. Un día cuando vuelve a casa encuentra a Jolly muerta. Afectado por el dolor y la ira, Harry recluta la ayuda de su primo cercano Cecil (Oscar Isaac) para encontrar al asesino de Jolly, arrastrándolo a través de un camino de destrucción.
En un bar interrogan a un camarero grosero, Thomas (Elijah Wood), consiguen información sobre un hombre llamado Bachmeier (Ryan Phillippe), un cliente habitual, y sospechan que a él se le dio la dirección de Harry bajo encargo. Harry apunta y dispara a Thomas y termina muerto por esa razón. A continuación, rastrean a una conocida prostituta, Tina (Gillian Jacobs), que fue vista recientemente con Bachmeier. Al negarse a pagarle por sexo e información por escrito, a Cecil le dispara Tina en la mano con una pistola, pero Tina se une a su amiga Vicki (Amy Seimetz) en la muerte cuando Harry les dispara, a medida que este crece demasiado vengativo.
La siguiente parada lleva a Harry y a Cecil a un bufete de abogados donde se enfrentan y acaban con tres abogados sin escrúpulos, Bobby (Bobby Moynihan), Eichelberger (David Rasche) y Danny (Adam Brody), por no darles la información. Finalmente la recepcionista les dice que Bachmeier esta en una boda. Allí, Harry y Cecil entran sin ser invitados y mantienen como rehenes a las personas, aunque Bachmeier no está presente y su hermana, Angela (Kristen Wiig) les informa que su familia es disfuncional. Después de matar a mucha gente en la asistencia, agreden a Angela y le disparan a su marido, Gary (Garret Dillahunt), un hombre pronto les da la dirección del Bachmeier.
La película vuelve al principio. Harry se detiene en una casa, dejando a Cecil en su coche para acercarse a un Bachmeier armado en su puerta principal. Harry lo culpa por la muerte de Jolly y Bachmeier le dice que nada está mal. La imagen final muestra dos disparos dentro de la casa, a pesar de que todo sólo se ve desde una distancia en el exterior.

## Reparto
- Brian Petsos como Harry.
- Oscar Isaac como Cecil.
- Elijah Wood como Thomas.
- Ryan Phillippe como Bachmeier.
- Kristen Wiig como Angela.
- Adam Brody como Danny.
- Gillian Jacobs como Tina.
- Bobby Moynihan como Bobby.
- Kevin Corrigan como Tony.
- David Rasche como Eichelberger.
- Garret Dillahunt como Gary.
- Amy Seimetz como Vicki.
- Jayne Atkinson como recepcionista.
- Brad Morris como Dale.
- Steve Payne como Gene.